# Arthur Dent
Arthur Dent (Arthur Accroc dans la précédente traduction française) est le personnage principal de la saga Le Guide du voyageur galactique, de Douglas Adams.

## Présentation dans les livres
Anglais moyen, Arthur Dent découvre que son ami Ford Prefect n'est pas originaire de Guildford mais de Bételgeuse. Ford lui annonce la destruction imminente de la Terre par les Vogons (afin de construire une déviation hyperspatiale) alors que sa maison doit subir le même traitement. Il l'emmène avec lui dans l'espace, avec son peignoir, une serviette de toilette et un exemplaire du Guide du voyageur galactique pour seul bagage. Ils sont ensuite recueillis par Zaphod Beeblebrox dans le Cœur en Or.
Arthur Dent n'est pas spécialement affecté par la destruction de sa planète natale et la seule chose qu'il regrette vraiment est de ne plus jamais pouvoir boire de thé. Il rencontre Fenchurch dans le tome 4. Ils se marient mais elle disparaît. Il a une fille avec Trillian dans le tome 5 (Aléa). Il passe une bonne partie de sa vie à ne pas se soucier de sa mort car il sait qu'il est destiné à tuer Agrajag, une créature (qu'il a déjà tué à de nombreuses reprises) dans un endroit où il n'est jamais allé nommé Stavro Mueller Beta et ne peut donc pas mourir avant. Il a appris à voler à la perfection et a dans son inconscient la grande question accompagnant la réponse à la vie. Ses dernières pensées dans l'œuvre de Douglas Adams sont que « tout est désormais définitivement terminé ». Il est alors envahi d'un sentiment de paix intérieure car il n'a jamais voulu vivre tout ça. Dans le 6ème tome d'Eoin Colfer, il devient un vieil ermite dans un cabanon modeste. Il semble amnésique mais est probablement extra-lucide.